# 博白站
博白站，位于中华人民共和国广西壮族自治区玉林市博白县三滩镇，是玉铁铁路上的火车站，2015年5月1日正式营运並办理货运业务，2016年4月1日办理客运业务，由南宁局集团管辖。

## 歷史
- 2015年5月1日办理货运业务。
- 2016年4月1日办理客运业务。

## 車站周邊
- 资铁高速公路

## 外部連結
- 中国铁路客户服务中心（页面存档备份，存于）